# Amalie Baader

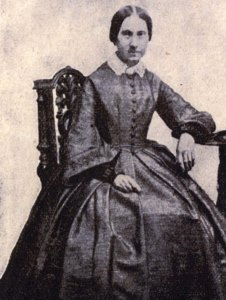
Amalie Baader

Amalie Baader (* 15. März 1806 in Wertheim; † 15. Oktober 1877 in Karlsruhe) war eine deutsche Schriftstellerin und Mitbegründerin des St.-Vincentius-Vereins, des Vorläufers der heutigen St. Vincentius-Kliniken. Sie veröffentlichte auch unter dem Pseudonym H. Sales.

## Leben
Baader wurde als Tochter eines Justizrats in Wertheim geboren. Im Jahr 1823 heiratete sie den in Wertheim tätigen Beamten Bernhard Baader, der als Kreisrat zur Kreisregierung des Seekreises nach Konstanz ging. Im Jahr 1832 siedelte die Familie nach Karlsruhe über, wo Bernhard Baader als Finanzrat tätig wurde. Amalie Baader begann hier zu schreiben. Zunächst beschäftigte sie sich mit der Sprachenkunde und wie ihr Ehemann mit dem Sammeln deutschen Volkssagen und war ab 1845 als Journalistin bei der in Freiburg erscheinenden Süddeutschen Zeitung tätig. Für die Zeitung verfasste sie unter anderem politische, religiöse und historische Beiträge, schrieb aber auch belletristische Werke. Im Jahr 1865 erschien Wintergarten, der – so der Untertitel – „Erzählungen aus Familie und Leben“ enthielt.
Baader unterstützte zeitlebens Arme und Kranke. Sie wurde am 29. Januar 1851 Mitbegründerin des ersten katholischen St. Vincentius-Vereins in Baden, dem sie bis kurz vor ihrem Tod vorstand. Der noch heute bestehende Verein widmete sich der Pflege bedürftiger und kranker Menschen. Am 1. Januar 1854 eröffnete der Verein auf Baaders Veranlassung hin in Karlsruhe das erste St. Vincentius-Haus als Vereins- und Krankenhaus; zuvor fand die Krankenpflege durch Hausbesuche statt. Der Verein betrieb ab 1857 die erste ambulante Krankenpflegestation in Karlsruhe und bezog 1861 das neu erbaute St.-Vincentius-Krankenhaus. Baader hinterließ nach ihrem Tod 1877 den Großteil ihres Vermögens dem St. Vincentius-Krankenhaus. Die St. Vincentius-Kliniken Karlsruhe sind heute ein akademisches Lehrkrankenhaus der Albert-Ludwigs-Universität Freiburg.

## Ehrung
Seit 2000 trägt eine Straße in der Karlsruher Südstadt ihr zu Ehren den Namen „Amalie-Baader-Straße“.